# 1953 a jogalkotásban
1953-ban az alábbi jogszabályokat alkották meg:

## Magyarország

### Törvények (6)
- 1953. évi I. törvény Joszif Visszárionovics Sztálin generalisszimusz emlékének megörökítéséről
- 1953. évi II. törvény 	 az országgyűlési választásokról szóló jogszabályok módosításáról
- 1953. évi III. törvény 	 a kisdedóvásról
- 1953. évi IV. törvény 	 a Magyar Népköztársaság Alkotmánya 24. §-a új szövegének megállapításáról
- 1953. évi V. törvény 	 egyes kitüntetések alapításáról
- 1953. évi VI. törvény 	 a Magyar Népköztársaság Alkotmányának módosításáról

### Törvényerejű rendeletek (27)
- Forrás: Törvényerejű rendeletek teljes listája (1949 - 1989)

- 1953. évi 1. tvr. a „Kossuth-díj” adományozására vonatkozó egyes rendelkezések módosításáról (jan. 18.)
- 1953. évi 2. tvr. az Egyesült Nemzetek Nevelésügyi, Tudományos és Kulturális Szervezete Alkotmányának becikkelyezéséről szóló 1948. évi XL. törvény hatályon kívül helyezéséről (febr. 5.)
- 1953. évi 3. tvr. a Magyar Közgazdaságtudományi Egyetem elnevezéséről (márc. 16.)
- 1953. évi 4. tvr. az állami begyűjtésről szóló 1952. évi 2. tvr. módosításáról (márc. 24.)
- 1953. évi 5. tvr. a mérnöktanárképzésről (márc. 24.)
- 1953. évi 6. tvr. a közgazdasági technikumok tanulmányi idejéről (márc. 31.)
- 1953. évi 7. tvr. az Eötvös Loránd Tudományegyetem Bölcsészettudományi és Természettudományi Karának, valamint a budapesti Műszaki Egyetem Gépészmérnöki Karának megosztásáról (ápr. 21.)
- 1953. évi 8. tvr. a mezőgazdasági növények kártevői és betegségei elleni védelemről Magyarország és Albánia között Tiranában, az 1952. évi február hó 26. napján kötött Egyezmény közzétételéről (máj. 28.)
- 1953. évi 9. tvr. a Debreceni Mezőgazdasági Akadémia létesítéséről (júl. 3.)
- 1953. évi 10. tvr. a beadás elmulasztása miatt kivetett kártérítések törlése, a beadási hátralékok elengedése, valamint a termelőszövetkezetek beadási kötelezettségének 10%-os csökkentése (júl. 12.)
- 1953. évi 11. tvr. közkegyelem gyakorlásáról (júl. 26.)
- 1953. évi 12. tvr. az ipari termékek minőségének védelméről (júl. 28.)
- 1953. évi 13. tvr. a Magyar Népköztársaság ügyészségéről (júl. 30.)
- 1953. évi 14. tvr. a kisiparosok ipargyakorlásáról (aug. 9.)
- 1953. évi 15. tvr. a Gazdasági és Műszaki Akadémia megszüntetéséről (aug. 9.)
- 1953. évi 16. tvr. a rendőrségi kihágási bíráskodás megszüntetése és a kihágási eljárásra vonatkozó egyes rendelkezések módosítása (aug. 28.)
- 1953. évi 17. tvr. Kertészeti és Szőlészeti Főiskola létesítése (aug. 28.)
- 1953. évi 18. tvr. az egyénileg gazdálkodó parasztok őszi termésű kapásnövényekből fennálló beadási kötelezettségének 10 százalékos csökkentése, valamint a gabonafélék és az őszi termésű kapásnövények forgalmi korlátozásának megszüntetése (szept. 1.)
- 1953. évi 19. tvr. a földreform és a telepítés befejezésével összefüggő egyes kérdések rendezéséről szóló 1949. évi XXIV. törvény módosítása (szept. 1.)
- 1953. évi 20. tvr. az aspiránsképzés (sic!) (szept. 23.)
- 1953. évi 21. tvr. az 1952. évi 26. tvr. módosítása (szept. 23.)
- 1953. évi 22. tvr. az uzsorabírósági különtanácsok megszüntetése (szept. 30.)
- 1953. évi 23. tvr. a borbeadásra kötelezett termelők részére nyújtott kedvezmények (szept. 30.)
- 1953. évi 24. tvr. a vasúti árufuvarozás tárgyában 1933. november hó 23-án Rómában kelt és az 1938. évi XXVII. törvénybe iktatott Nemzetközi Egyezményt kiegészítő, 1950. május 13-án, Bernben létrejött Pótegyezmény kihirdetése (okt. 14.)
- 1953. évi 25. tvr. a Munka Törvénykönyvéről szóló 1951. évi 7. tvr. módosításáról és kiegészítéséről (nov. 28.)
- 1953. évi 26. tvr. az államháztartás viteléről (dec. 16.)
- 1953. évi 27. tvr. az állami begyűjtés többéves rendszeréről (dec. 13.)

### Minisztertanácsi rendeletek
- 21/1953. (V. 15.) MT számú rendelet az állategészségügy rendezéséről
- 43/1953. (VIII. 20.) MT rendelet a hivatalos iratok kézbesítésének egyszerűsítéséről
- 50/1953. (X. 23.) MT rendelet az állami szervek jogi képviseletéről